# Восточно-Лодзинский повет
Восточно-Лодзинский повет (пол. Powiat łódzki wschodni) — повет (район) в Польше, входит как административная единица в Лодзинское воеводство. Центр повета — город Лодзь (в состав повета не входит). Занимает площадь 499,32 км². Население — 70 430 человек (на 31 декабря 2015 года).

## Административное деление
- города: Колюшки, Тушин, Жгув
- городско-сельские гмины: Гмина Колюшки, Гмина Тушин, Гмина Жгув
- сельские гмины: Гмина Андресполь, Гмина Бруйце, Гмина Новосольна

## Демография
Население повета дано на 31 декабря 2015 года.
| Перепись            | Всего  | Мужчины | Женщины |
| ------------------- | ------ | ------- | ------- |
| Всего               | 70 430 | 33 836  | 36 594  |
| Городское население | 23 959 | 11 354  | 12 605  |
| Сельское население  | 46 471 | 22 482  | 23 989  |